# Wonen voor Allen
Woningstichting Wonen Voor Allen (WVA) was een woningcorporatie die in 1979 werd opgericht als woningbouwvereniging Almere in de polder Zuidelijk Flevoland, die in 1968 was drooggelegd. Op 1 januari 2004 fuseerde Wonen Voor Allen met het Woningbedrijf Amsterdam tot de nieuwe woningcorporatie Ymere.

## Nieuwe stad
De Rijksdienst voor de IJsselmeerpolders (RIJP) was als overheidsdienst verantwoordelijk voor de inrichting van het nieuwe land in de drooggelegde polders in het IJsselmeer. In het westelijke deel van Zuidelijk Flevoland was de bouw van een stad gepland. Dit moest inspelen op moderne woonbehoeften van de Nederlanders in de jaren 70, maar ook de woningnood opheffen en aantrekkelijke alternatieven bieden voor Amsterdammers die woonden in stadsvernieuwingswijken. Het landelijk voorgeschreven bouwprogramma voor de nieuwe stad met de naam Almere bestond voor 70 tot 80 procent uit sociale woningbouw.

## Stichting Woningbouw Almere
Als opdrachtgever en voorbereider van de woningbouw in Almere werd in 1975 de Stichting Woningbouw Almere opgericht, een onderdeel van de Rijksdienst voor de IJsselmeerpolders. De eerste aanzet voor de bouw van Almere werd gegeven op 30 september 1975 en de eerste woningen in Almere werden opgeleverd in november 1976. De stad werd destijds nog direct bestuurd door het Openbaar Lichaam Zuidelijke IJsselmeerpolders (Z.IJ.P.), met een landdrost aan het hoofd. Van 1976 tot 1984 was Han Lammers de landdrost. Lammers maakte zich zorgen over het gebrek aan democratisch gehalte binnen dit overheidsorgaan. Almere stond rechtstreeks onder gezag van de minister van Verkeer en Waterstaat. Allerlei belangrijke beslissingen werden genomen door ambtenaren die geen verantwoording hoefden af te leggen aan de weinige inwoners. Bestuurders werden benoemd, en niet gekozen. Pas vanaf 1984 waren er gemeenten met een democratisch bestuur en vanaf 1986 een provincie waarvoor regelmatig verkiezingen werden georganiseerd.

## Woningbouwvereniging
Han Lammers zette zich in voor de invoering van structuren en instituten die ook elders in Nederland vanzelfsprekend waren. Daartoe behoorden ook woningbouwverenigingen, die door hun democratische structuur meer invloed boden aan de huurders dan woningstichtingen. Een tweede reden om een woningbouwvereniging op te richten, was het feit dat de rijkswoningstichting geen toegelaten instelling was die was erkend als instelling die uitsluitend in het belang van de volkshuisvesting actief was. Daardoor kon de stichting geen aanspraak maken op rijksvoorschotregelingen voor woningwetwoningen. Een nieuwe woningbouwvereniging zou wel erkend worden als toegelaten instelling, waardoor de sociale woningbouw voortaan volgens de gebruikelijke wijze kon worden gefinancierd.

## Woningbouwvereniging Almere
Eind 1979 werd Woningbouwvereniging Almere opgericht. Met het bestuur van de SWA werd overlegd over de overdracht van het woningbezit en de overname van de bouwproductie. In Lelystad was een soortgelijke weg bewandeld. Daar was het bezit van de rijkswoningstichting overgenomen door twee nieuwe woningcorporaties. De SWA kon echter niet worden opgeheven, omdat er geen interesse was van andere woningcorporaties in 850 woningen, waarop grote schulden rustten door een spaanplaatverwijdering, als gevolg van uitwaseming van formaldehyde die tot grote zorgen over de gezondheid van de bewoners had geleid. De rijkswoningstichting zou daardoor in Almere niet kunnen worden opgeheven. Honderden andere woningen werden wel overgenomen door de Woningbouwvereniging Almere.

## Bouwen
Woningbouwvereniging Almere bouwde in haar bijna 25-jarig bestaan bijna 7000 woningen in Almere in alle nieuwbouwwijken van Almere, zoals De Wierden in Almere Haven, de Stedenwijk in Almere Stad en de Bouwmeesterbuurt in Almere Buiten. Medio jaren 90 werd de vereniging omgezet in een stichting, die de nieuwe naam Wonen Voor Allen kreeg. De afkorting kon hetzelfde blijven. De overgang van vereniging naar stichting (of corporatie) hield in dat het bestuur niet meer door leden gekozen en gecontroleerd werd. Ook de gemeenten verloren hun invloed in het bestuur, de stichting was voortaan zelfstandig.
Vanaf eind 1979 tot medio 1998 was Henk Fleury directeur en later bestuurder van de WVA. Onder zijn leiding maakte de corporatie zijn grootste groei door. Vanaf 1998 was Ron de Haas directeur-bestuurder van de stichting.

## Fusie
Op 1 januari 2004 fuseerde Woningstichting Wonen voor Allen (Almere) met het Woningbedrijf Amsterdam, waarna de nieuwe organisatie Ymere ging heten, naar het IJmeer dat beide gemeenten met elkaar verbindt. Samen had de nieuwe combinatie ruim 48.000 huurwoningen, winkelpanden, opslagruimtes, studentenwoningen, woon-zorgcomplexen, gezondheidscentra en andere bedrijfsruimten in beheer.
Op 1 januari 2008 volgde een fusie met de Stichting Woonmaatschappij, een woningcorporatie met bijna 34.000 verhuureenheden die vooral actief was in Amsterdam, Haarlem en Haarlemmermeer. De naam van de nieuwe stichting bleef Ymere.
Op 1 januari 2011 fuseerde Ymere met woningcorporatie Goed Wonen Noord-Kennemerland, officieel geheten Woningstichting Goed Wonen Koedijk Sint-Pancras, met circa 1100 woningen in de gemeenten Alkmaar, Heerhugowaard en Langedijk. De naam van de nieuwe corporatie bleef Ymere.
Op 1 maart 2014 fuseerde Ymere met woningcorporatie De Woningbouw uit Weesp. De Woningbouw is in 2001 ontstaan uit een fusie van woningcorporaties Samen Bouwen, Ons Belang en de Algemene Weesper Woningbouwvereniging (AWWV). De Woningbouw bracht circa 4.100 huurwoningen in die het in bezit had in Weesp, Muiden en Muiderberg. Binnen het werkgebied van Ymere was De Woningbouw de enige andere woningcorporatie. De naam van de nieuwe woonbedrijf bleef Ymere.